# Associazione Sportiva Biellese 1969-1970
Questa voce raccoglie le informazioni riguardanti l'Associazione Sportiva Biellese nelle competizioni ufficiali della stagione 1969-1970.

## Rosa
| N. |                   | Ruolo | Calciatore           |
| -- | ----------------- | ----- | -------------------- |
|    | Italia (bandiera) | P     | Enzo Albertini       |
|    | Italia (bandiera) |       | Brando               |
|    | Italia (bandiera) | D     | Amedeo Cestari       |
|    | Italia (bandiera) | C     | Pier Giorgio Comotto |
|    | Italia (bandiera) |       | Costa                |
|    | Italia (bandiera) | A     | Claudio Costanzo     |
|    | Italia (bandiera) | A     | Enzo Cugnolio        |
|    | Italia (bandiera) |       | Fiore                |
|    | Italia (bandiera) |       | Fornara              |
|    | Italia (bandiera) | D     | Corinno Granai       |
|    | Italia (bandiera) | C     | Giuliano Guidetti    |
|    | Italia (bandiera) | D     | Sauro Marinelli      |

| N. |                   | Ruolo | Calciatore           |
| -- | ----------------- | ----- | -------------------- |
|    | Italia (bandiera) | P     | Gilberto Martignoni  |
|    | Italia (bandiera) |       | Mario Mattarucchi    |
|    | Italia (bandiera) | D     | Renato Mattarucchi   |
|    | Italia (bandiera) | D     | Piero Mattarucchi    |
|    | Italia (bandiera) | C     | Gualtiero Mosca      |
|    | Italia (bandiera) | A     | Ettore Ninni         |
|    | Italia (bandiera) | C     | Silvio Papini        |
|    | Italia (bandiera) | A     | Franco Pedrizzetti   |
|    | Italia (bandiera) |       | Peron                |
|    | Italia (bandiera) |       | Romanello            |
|    | Italia (bandiera) |       | Rota                 |
|    | Italia (bandiera) | D     | Gioacchino Vallacchi |